# Coppa del Mondo di slittino 1982
La Coppa del Mondo di slittino 1981/82, quinta edizione della manifestazione organizzata dalla Federazione Internazionale Slittino, ebbe inizio il 7 dicembre 1981 ad Igls, in Austria, e si concluse il 21 febbraio 1982 a Königssee, nella Repubblica Federale Tedesca. Furono disputate 18 gare, sei per ogni tipologia (singolo uomini, singolo donne ed il doppio) in 5 differenti località. Nel corso della stagione si tennero anche i Campionati europei di slittino 1982 a Winterberg, in Germania Ovest, competizione non valida ai fini della Coppa del Mondo.
Le coppe di cristallo, trofeo conferito ai vincitori del circuito, furono assegnate all'italiano Ernst Haspinger per quanto concerne la classifica del singolo uomini, la sovietica Vera Zozulja conquistò il trofeo del singolo donne mentre le due coppie austriache formate da Günther Lemmerer e Reinhold Sulzbacher e da Georg Fluckinger e Franz Wilhelmer si aggiudicarono ex aequo la vittoria del doppio.

## Risultati
| Data                | Località          | Nazione        | Specialità       | Primi classificati                                 | Secondi classificati                         | Terzi classificati                           |
| ------------------- | ----------------- | -------------- | ---------------- | -------------------------------------------------- | -------------------------------------------- | -------------------------------------------- |
| 7-8 dicembre 1981   | Igls              | Austria        | Donne – Singolo  | Marie-Luise Rainer Italia                          | Vera Zozulja Unione Sovietica                | Monika Auer Italia                           |
| 8 dicembre 1981     | Igls              | Austria        | Uomini – Singolo | Sergej Danilin Unione Sovietica                    | Ernst Haspinger Italia                       | Gerhard Sandbichler Austria                  |
| 8 dicembre 1981     | Igls              | Austria        | Uomini – Doppio  | Georg Fluckinger Franz Wilhelmer Austria           | Helmut Brunner Alfred Silginer Italia        | Günther Lemmerer Reinhold Sulzbacher Austria |
| 16-17 gennaio 1982  | Imst              | Austria        | Donne – Singolo  | Marie-Luise Rainer Italia                          | Monika Auer Italia                           | Elena Porossova Unione Sovietica             |
| 17 gennaio 1982     | Imst              | Austria        | Uomini – Singolo | Paul Hildgartner Italia                            | Ernst Haspinger Italia                       | Hansjörg Raffl Italia                        |
| 17 gennaio 1982     | Imst              | Austria        | Uomini – Doppio  | Hansjörg Raffl Karl Brunner Italia                 | Volker Sotzmann Volker Dietrich Germania Est | Georg Fluckinger Franz Wilhelmer Austria     |
| 23-24 gennaio 1982  | Königssee         | Germania Ovest | Donne – Singolo  | Melitta Sollmann Germania Est                      | Steffi Martin Germania Est                   | Bettina Schmidt Germania Est                 |
| 24 gennaio 1982     | Königssee         | Germania Ovest | Uomini – Singolo | Sergej Danilin Unione Sovietica                    | Ernst Haspinger Italia                       | Uwe Handrich Germania Est                    |
| 24 gennaio 1982     | Königssee         | Germania Ovest | Uomini – Doppio  | Hans Stanggassinger Franz Wembacher Germania Ovest | Hans Rinn Jörg-Dieter Ludwig Germania Est    | Günther Lemmerer Reinhold Sulzbacher Austria |
| 30-31 gennaio 1982  | Hammarstrand      | Svezia         | Donne – Singolo  | Elena Porossova Unione Sovietica                   | Elena Perminova Unione Sovietica             | Vera Zozulja Unione Sovietica                |
| 30-31 gennaio 1982  | Hammarstrand      | Svezia         | Uomini – Singolo | Michael Walter Germania Est                        | Uwe Handrich Germania Est                    | Bernhard Glass Germania Est                  |
| 30-31 gennaio 1982  | Hammarstrand      | Svezia         | Uomini – Doppio  | Volker Sotzmann Volker Dietrich Germania Est       | Juris Ėjsaks Ėjnars Vejkša Unione Sovietica  | Günther Lemmerer Reinhold Sulzbacher Austria |
| 6-7 febbraio 1982   | Tatranská Lomnica | Cecoslovacchia | Donne – Singolo  | Vera Zozulja Unione Sovietica                      | Mária Jasenčáková Cecoslovacchia             | Elena Porossova Unione Sovietica             |
| 7 febbraio 1982     | Tatranská Lomnica | Cecoslovacchia | Uomini – Singolo | Ernst Haspinger Italia                             | Sergej Danilin Unione Sovietica              | Petr Urban Cecoslovacchia                    |
| 7 febbraio 1982     | Tatranská Lomnica | Cecoslovacchia | Uomini – Doppio  | Hansjörg Raffl Norbert Huber Italia                | Günther Lemmerer Reinhold Sulzbacher Austria | Juris Ėjsaks Ėjnars Vejkša Unione Sovietica  |
| 20-21 febbraio 1982 | Königssee         | Germania Ovest | Donne – Singolo  | Steffi Martin Germania Est                         | Ute Weiß Germania Est                        | Marie-Luise Rainer Italia                    |
| 21 febbraio 1982    | Königssee         | Germania Ovest | Uomini – Singolo | Michael Walter Germania Est                        | Gerhard Sandbichler Austria                  | Sergej Danilin Unione Sovietica              |
| 20-21 febbraio 1982 | Königssee         | Germania Ovest | Uomini – Doppio  | Hans Stanggassinger Franz Wembacher Germania Ovest | Georg Fluckinger Franz Wilhelmer Austria     | Juris Ėjsaks Ėjnars Vejkša Unione Sovietica  |

## Classifiche

### Singolo uomini
| Pos. | Nome            | Nazione          |
| ---- | --------------- | ---------------- |
| 1    | Ernst Haspinger | Italia           |
| 2    | Sergej Danilin  | Unione Sovietica |
| 3    | Michael Walter  | Germania Est     |

### Singolo donne
| Pos. | Nome               | Nazione          |
| ---- | ------------------ | ---------------- |
| 1    | Vera Zozulja       | Unione Sovietica |
| 2    | Marie-Luise Rainer | Italia           |
| 3    | Monika Auer        | Italia           |

### Doppio
| Pos. | Nome                                 | Nazione          |
| ---- | ------------------------------------ | ---------------- |
| 1    | Günther Lemmerer Reinhold Sulzbacher | Austria          |
| 1    | Georg Fluckinger Franz Wilhelmer     | Austria          |
| 3    | Juris Ėjsaks Ėjnars Vejkša           | Unione Sovietica |